# Yo-kai Watch 2
Yo-kai Watch 2 (Japonés: 妖怪ウォッチ２ Yōkai Wotchi Tsū),  es un videojuego de RPG desarrollado por Level-5 para la consola Nintendo 3DS o 2DS,  siendo la segunda entrega del juego Yo-kai Watch. Esta nueva entrega tiene 3 versiones: Yo-kai Watch 2: Fantasqueletos (Japonés: 元祖 Ganso) ,  Yo-kai Watch 2: Carnánimas (Japones: 本家 Honke'') y Yo-kai Watch 2: Mentespectros (Japonés 真打 Shinuchi). Las versiones Fantasqueletos y Carnánimas fueron lanzadas en Japón el 10 de julio de 2014 , en América del Norte y Australia el 30 de septiembre de 2016, en Europa el 7 de abril de 2017 y en Corea del Sur el 20 de abril de 2017. La versión Mentespectros fue lanzada en Japón el 13 de diciembre de 2014, en América del Norte, Australia y Europa el 29 de septiembre de 2017 y en Corea del Sur el 21 de septiembre de 2017.

## Historia
El juego trata sobre las aventuras de Nathan Adams, un niño de 11 años al que le roban el reloj Yo-kai, junto a Whisper y Jibanyan, tendrán que adentrarse en el pasado para derrotar a Lady Desdicha, villana principal, y sus secuaces, los Yo-kai maléficos.
En la primera parte del juego Nathan se adentra en Floridablanca y consigue la amistad de Jibanyan y Milimpiano(este último quedaria olvidado), en el capítulo 3 Nathan entra en su colegio de noche tras escuchar unos ruidos unos días antes. El Yo-kai culpable era Tripasqueleto, el cual es el primer jefe del juego.
Tras eso Nathan (junto a Whisper y Jibanyan) viajan a Vellón (tierra natal de su abuela y abuelo paternos) por la llamada se un Yo-Kai llamado Meganyan, más tarde Hovernyan, el cual buscaba a Nathan porque en el pasado (60 años antes) su abuelo (Nathaniel Adams) dejó a medias el reloj Yo-kai.
Al ir al pasado conocen al joven Nathaniel Adams, creador del reloj Yo-kai y abuelo de Nathan, el cual les acompañará por toda la aventura.
Nathaniel estaba endeudado con unos Yo-Kai, por unos favores (que no se dicen en el juego) y Nathan tiene que volver al presente a buscar 5 yo-kai "Clasicos": Nereida, Kappafalso, Sombrillo, Torivinador y Nomi. Al hacer eso Aurea y Argenta (hijas de Lady Desdicha) intentan derrotar a los protagonistas, pero son derrotadas por Nathaniel y Hovernyan.
Tras un huracán que hay en Floridablanca presente, Nathan vuelve al pasado por una guerra que hay entre Fantasqueletos y Carnanimas, dos facciones de yo-kai dirigidas por Aracnio y Eleganfibio.
La guerra sería interrumpida por la presencia de Injustio, un Yo-Kai amigo de Lady Desdicha el cual intenta derrotar a los protagonistas (no lo consigue), el cual acaba siendo derrotado por El Gran Mangu(Un Yo-kai sabio y viejo), tras la victoria sobre el Yo-Kai maléfico se presenta Lady Desdicha en el campo de batalla y dice su plan, llenar Floridablanca de un humo gris para conseguir todo el poder y hacer que Nathan no consiga el reloj Yo-kai y no pueda parar a McKracken(villano del primer juego y presidente/dictador del mundo Yo-Kai sucedido por Zazel).
Tras eso, Nathan derrota a los 5 secuaces más poderosos de Lady Desdicha, pero ya es tarde, porque la niebla ha llegado al presente y los padres, amigos y familiares están espiritados por los Yo-kai maléficos.
Luego de volver al presente, Nathan, Whisper y Jibanyan se embarcan a su batalla final en la que Lady Desdicha cae derrotada, pero no se rinde, se convierte el Lady Demona, pero vuelve a caer derrotada. Al igual que sus hijas Aurea y Argenta, las cuales son derrotadas por Nathaniel, Hovernyan y sus amigos Yo-kai Clásicos.
Tras la derrota de Lady Desdicha, se firma la paz entre Fantasqueletos y Carnanimas, el mundo del pasado y el presente vuelve a la normalidad y Nathaniel puede crear el reloj Yo-kai, para que en un futuro Nathan pueda conocer el mundo Yo-kai.

## Novedades
- Las versiones Fantasqueletos y Carnánimas poseen 12 especies de Yokai exclusivas en cada versión.[3]
- Posibilidad de poder realizar batallas multijugador.
- Se añade la Tribu Maléfica, de los cuales 15 Yokai pertenecen a esta.
- Se puede realizar un viaje en el tiempo 60 años atrás en Floridablanca, en donde solo se puede encontrar algunos Yokai en específico.
- Se añaden los minijuegos, como las carreras de bicicletas o concursos de comida.
- Se incluye una nueva zona después de completar el Infierno Infinito, el Paraíso Divíno

## Ventas
El 3 de abril de 2015, Level-5 anunció que las 3 versiones de Yo-kai Watch 2 incluyendo copias físicas y descargas digitales alcanzaron los 6 millones de ventas en Japón.